# Carl Pope
Carl Pope est l'ancien directeur exécutif du Sierra Club, une organisation environnementale américaine fondée par l'écologiste John Muir en 1892. Carl Pope a été nommé à son poste de directeur exécutif en 1992 et a servi jusqu'au 20 janvier 2010, date à laquelle il a été remplacé par Michael Brune. Carl Pope a ensuite été président du Sierra Club jusqu'à ce qu'il démissionne de ce poste en novembre 2011. Il a été conseiller principal sur le climat de l'ancien maire de New York et candidat à la présidence de 2020 Michael Bloomberg depuis 2017.

## Biographie
Carl Pope a travaillé avec le Sierra Club pendant plus de 30 ans et a été membre du conseil d'administration d'autres organisations, notamment la National Clean Air Coalition, California Common Cause et Public Interest Economics Inc. Il a été directeur politique de Zero Population Growth. Il a été volontaire du Corps de la paix en Inde de 1967 à 1969.
Carl Pope contribue régulièrement au Huffington Post, un site Web progressiste fondé par Arianna Huffington.
Le 7 juin 2006, à Washington, DC, Carl Pope, avec le leader syndical Leo Gerard, a annoncé la formation de l'Alliance Bleue/Verte des Métallurgistes unis et du Sierra Club, après cinq ans de négociations entre les deux groupes. L'alliance se concentre sur des questions interdépendantes que les deux organisations jugent importantes, notamment : un environnement propre, de meilleurs emplois et un monde plus sûr.
En juillet 2008, Carl Pope est apparu dans une interview télévisée à l'émission d'information satirique The Colbert Report. 
En 2008, Carl Pope a exprimé son soutien au plan Pickens, un effort de T. Boone Pickens pour réduire la dépendance des États-Unis vis-à-vis du pétrole étranger. Pickens, un investisseur pétrolier milliardaire, républicain et financier de causes conservatrices, a emmené Carl Pope dans son ranch de l'ouest du Texas, où Pickens et un groupe d'investisseurs prévoient d'investir 12 milliards de dollars dans des éoliennes.
Il est diplômé du Harvard College en 1967.

## Livres
En 2004, il a publié un livre avec Paul Rauber intitulé Strategic Ignorance : Why the Bush Administration Is Recklessly Destroying a Century of Environmental Progress.
Le 18 avril 2017, Carl Pope a publié un livre avec Michael Bloomberg intitulé Climate of Hope: How Cities, Businesses, and Citizens Can Save the Planet. Il est apparu dans The Daily Show avec Trevor Noah, avec Michael Bloomberg le 3 mai, pour assurer la promotion du livre.